# Finale della Coppa delle nazioni africane 1972
La finale della Coppa delle nazioni africane 1972 si disputò il 5 marzo 1972 allo Stadio Ahmadou Ahidjo di Khartum, tra le nazionali di Congo-Brazzaville e Mali. Fu vinta per 3-2 dal Congo-Brazzaville che si portò a casa il suo primo trofeo in assoluto nella storia della massima competizione tra nazionali maschili africane.

## Le squadre
| Squadra           | Finali (o spareggi) disputate in precedenza (il grassetto indica la vittoria) |
| ----------------- | ----------------------------------------------------------------------------- |
| Congo-Brazzaville | Nessuna                                                                       |
| Mali              | Nessuna                                                                       |

## Cammino verso la finale

### Tabella riassuntiva del percorso
| Squadra           | Pt | G |
| ----------------- | -- | - |
| Zaire             | 4  | 3 |
| Congo-Brazzaville | 3  | 3 |
| Marocco           | 3  | 3 |
| Sudan             | 2  | 3 |

| Squadra | Pt | G |
| ------- | -- | - |
| Camerun | 5  | 3 |
| Mali    | 3  | 3 |
| Kenya   | 2  | 3 |
| Togo    | 2  | 3 |

## Tabellino
| Arbitro: | Abdelkader Aouissi |

|                            |           |                           |
| M'Bono 57’, 59’ M'Pelé 63’ | Marcatori | 42’ Diakhité 75’ M.Traoré |

| Congo-Brazzaville   |                        |  |     |
|                     |                        |  |     |
| P                   | Maxime Matsima         |  |     |
| D                   | Alphonse Niangou       |  |     |
| D                   | Gabriel Ndengaki       |  |     |
| D                   | Jacques-Yvon Ndolou    |  |     |
| D                   | Joseph Ngassaki        |  |     |
| C                   | Jean-Bertrand Balékita |  |     |
| C                   | Noel Minga             |  |     |
| C                   | Joseph Matongo         |  | 77’ |
| C                   | Jonas Mbemba           |  |     |
| A                   | Paul Moukila           |  | 48’ |
| A                   | François Mpélé         |  |     |
| Sostituzioni:       |                        |  |     |
| C                   | Jean-Michel Mbono      |  | 44’ |
| A                   | Jean-Michel Ongagna    |  | 77’ |
| CT:                 |                        |  |     |
| Adolphe Bibanzoulou |                        |  |     |

| Mali               |                 |  |     |
|                    |                 |  |     |
| P                  | Mamadou Kéita   |  |     |
| D                  | Kidian Diallo   |  |     |
| D                  | Moctar Maiga    |  |     |
| D                  | Cheick Sangaré  |  |     |
| D                  | Cheickna Traoré |  |     |
| C                  | Salif Kéita     |  | 46’ |
| C                  | Bassidiki Touré |  | 71’ |
| C                  | Boubacar Traoré |  |     |
| A                  | Ousmane Traoré  |  |     |
| A                  | Moussa Diakité  |  |     |
| A                  | Cheikh Kéita    |  |     |
| Sostituzioni:      |                 |  |     |
| C                  | Moussa Traoré   |  | 46’ |
| C                  | Adama Traoré    |  | 71’ |
| CT:                |                 |  |     |
| Karl-Heinz Weigang |                 |  |     |